# Liste der Kulturdenkmale in Tangstedt (Kreis Pinneberg)
In der Liste der Kulturdenkmale in Tangstedt sind alle Kulturdenkmale der schleswig-holsteinischen Gemeinde Tangstedt (Kreis Pinneberg) und ihrer Ortsteile aufgelistet (Stand: 10. März 2025).

## Legende
In den Spalten befinden sich folgende Informationen:
- Objekt-ID: die Nummer des Kulturdenkmales
- Lage: die Adresse des Kulturdenkmales und die geographischen Koordinaten. Kartenansicht, um Koordinaten zu setzen. In der Kartenansicht sind Kulturdenkmale ohne Koordinaten mit einem roten Marker dargestellt und können in der Karte gesetzt werden. Kulturdenkmale ohne Bild sind mit einem blauen Marker gekennzeichnet, Kulturdenkmale mit Bild mit einem grünen Marker.
- Offizielle Bezeichnung: Bezeichnung des Kulturdenkmales
- Beschreibung: die Beschreibung des Kulturdenkmales
- Bild: ein Bild des Kulturdenkmales

## Ehemalige Kulturdenkmale
Bis zum Inkrafttreten der Neufassung des schleswig-holsteinischen Denkmalschutzgesetzes am 30. Januar 2015 waren in der Gemeinde Tangstedt nachfolgend aufgeführte Objekte als Kulturdenkmale gemäß §1 des alten Denkmalschutzgesetzes (DSchG SH 1996) geschützt:
| Objekt-ID | Lage                                         | Offizielle Bezeichnung                                            | Beschreibung | Bild                             |
| --------- | -------------------------------------------- | ----------------------------------------------------------------- | ------------ | -------------------------------- |
|           | Dorfstraße 100 (53° 40′ 41″ N, 9° 50′ 53″ O) | Schule                                                            |              | Fotos hochladen                  |
|           | Dorfstraße 103 (53° 40′ 54″ N, 9° 51′ 14″ O) | Wohn- und Wirtschaftsgebäude                                      |              | BW                               |
|           | Dorfstraße 112 (53° 40′ 46″ N, 9° 51′ 3″ O)  | Wohn- und Wirtschaftsgebäude                                      |              | Fotos hochladen                  |
|           | Hesterhörn 4 (53° 40′ 45″ N, 9° 51′ 6″ O)    | Wirtschaftsgebäude                                                |              | BW                               |
|           | Mühlenstraße (53° 41′ 6″ N, 9° 51′ 19″ O)    | Straße / Kopfsteinpflasterung                                     |              | Fotos hochladen                  |
|           | Mühlenstraße 99 (53° 41′ 46″ N, 9° 51′ 1″ O) | Ehemalige Mühlenanlage (ehemalige Scheune und Wirtschaftsgebäude) |              | BW                               |
|           | Mühlenstraße 99 (53° 41′ 45″ N, 9° 51′ 2″ O) | Ehemalige Mühlenanlage (ehemaliges Müllerhaus)                    |              | BW                               |
| Wikidata  | Wulfsmühle (53° 41′ 47″ N, 9° 50′ 59″ O)     | Ehemalige Mühlenanlage                                            |              | weitere Fotos \| Fotos hochladen |
|           | Wulfsmühle (53° 41′ 45″ N, 9° 51′ 11″ O)     | Außenanlagen mit Mühlenteich                                      |              | BW                               |